# Catedral basílica de la Asunción de la Virgen María (Białystok)
La basílica catedral de la Asunción de la Virgen María o simplemente catedral de Białystok (en polaco: Bazylika Archikatedralna Wniebowzięcia NMP) es una catedral católica en la ciudad de Białystok en Polonia. La iglesia de tres naves tiene 90 metros de longitud y una capacidad para 9.500 fieles. Las dos torres alcanzan los 72,5 metros de altura. Es la iglesia principal de la arquidiócesis de Białystok y adquirió el estatus de  basílica en 1985 por decisión del papa Juan Pablo II.
El predecesor de la actual catedral era una iglesia renacentista que fue construida entre 1617 y 1626. A finales del siglo XIX, el número de feligreses había crecido a 12.000 personas, mientras que la antigua iglesia sólo tenía espacio para 1000 fieles. A los católicos bajo la Rusia Zarista no se les permitió la construcción de una nueva iglesia. Sin embargo, se obtuvo el permiso para aumentar la antigua iglesia parroquial. En 1900 comenzó junto a la antigua iglesia la construcción de una iglesia neogótica, diseñada por Józef Pío Dziekoński. El 17 de septiembre de 1905, la iglesia fue consagrada por el obispo de Vilna.
Entre los años 1996 y 2004 se restauró la iglesia.

## Véase también

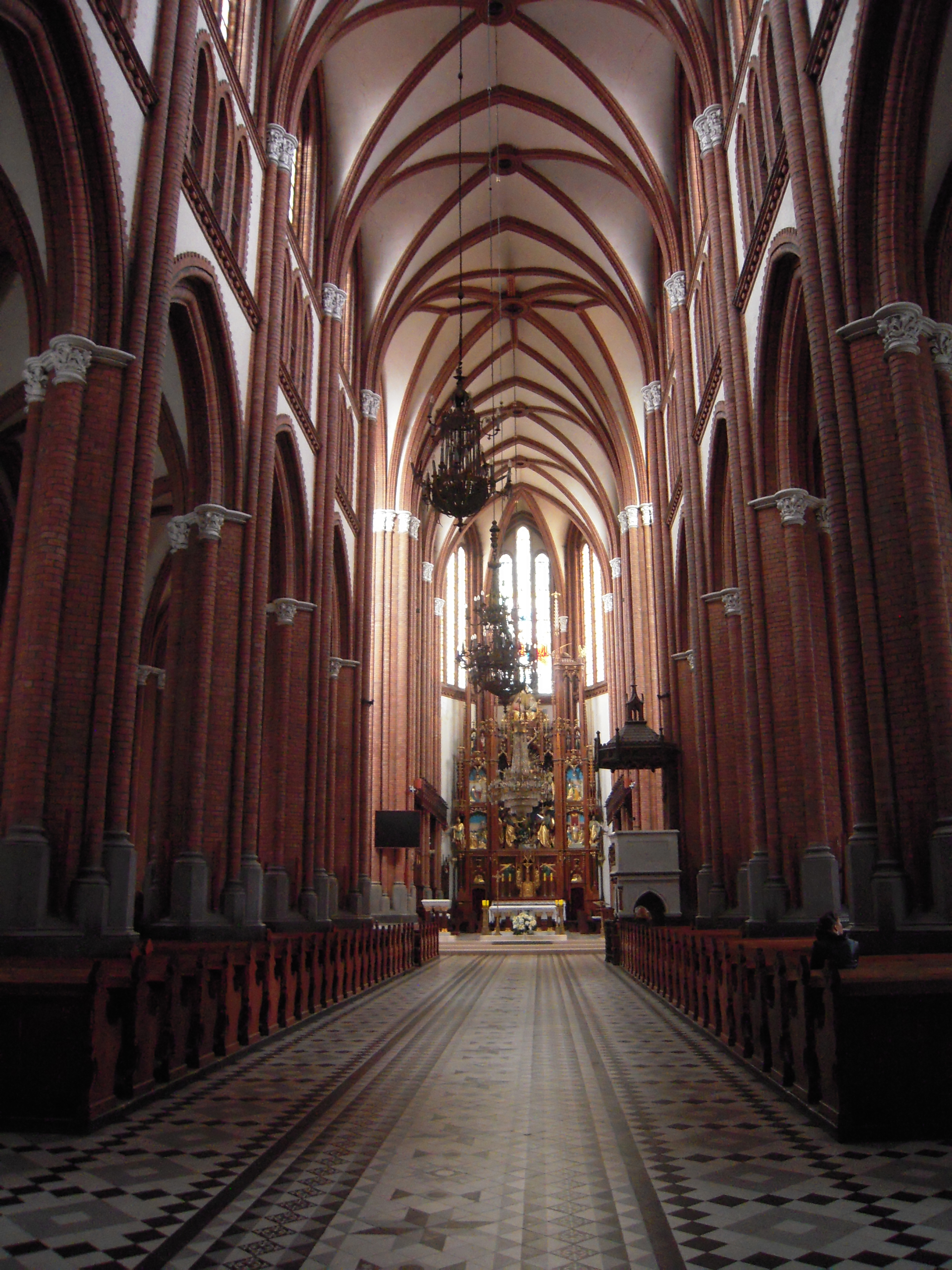
Vista interna